# Calle Lavalle
Calle Lavalle è una via dello shopping nel centro di Buenos Aires, capitale dell'Argentina. Si estende da est a ovest. Inizia a est, in Avenida Eduardo Madero, ai margini del barrio di Puerto Madero e a soli 100 metri dal Luna Park, e prosegue verso ovest parallelamente ad Avenida Corrientes, che si estende per 100 metri a sud, e a Calle Tucumán, che si estende per 100 metri a nord.
Attraversa quindi l'intero barrio di San Nicolás. Dopo aver attraversato Calle San Martín, diventa pedonale. È quindi il centro del quartiere dei cinema e attraversa l'altra grande arteria pedonale della città, Calle Florida. Rimane pedonale fino all'incrocio con l'ampia Avenida 9 de Julio, che attraversa. Termina poco dopo in Plaza Lavalle, di cui costituisce il lato sud. Quindi costeggia la facciata sud della Corte suprema e continua il suo percorso verso ovest, abbandonando gradualmente il centro storico della città.

## Metropolitana
Ci sono diverse stazioni della metropolitana per accedere a Calle Lavalle: stazione "Florida" (Linea ), stazione "Tribunales" (Linea ) e stazione "Lavalle" (Linea ), che offrono un facile collegamento con la maggior parte dei luoghi importanti della capitale.